# Cripta

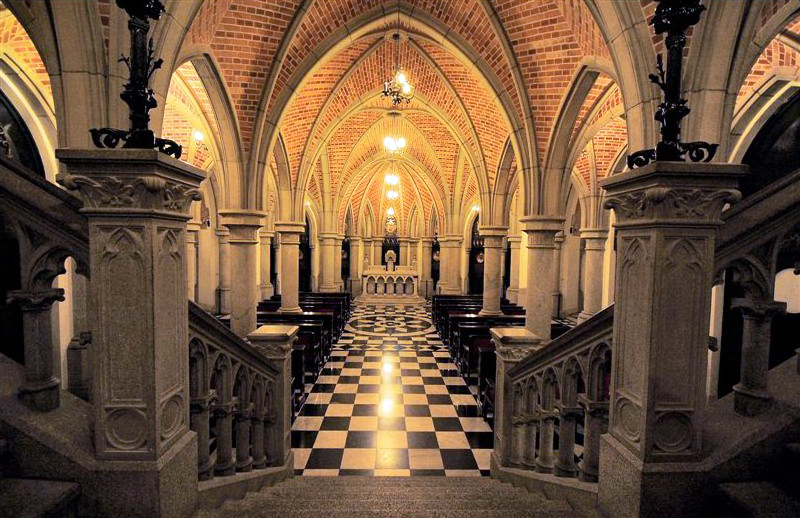
Cripta no subterrâneo da Catedral Metropolitana de São Paulo

Cripta sob a Igreja de Nossa Senhora de Laeken, em Bruxelas

Uma cripta (do grego κρύπτη (krypte) cripta "abóbada") é uma câmara de pedra sob o piso de uma igreja ou outro edifício. Normalmente contém caixões, sarcófagos ou relíquias religiosas.
Originalmente, as criptas eram tipicamente encontradas abaixo da abside principal de uma igreja, como na Abadia de Saint-Germain en Auxerre, mas mais tarde foram localizadas sob capela-mor, naves e transeptos. Ocasionalmente, igrejas foram elevadas para acomodar uma cripta no nível do solo, como a Igreja de São Miguel em Hildesheim, Alemanha.

## Etimologia
A palavra "cripta" desenvolveu-se como uma forma alternativa do latim "abóbada", pois foi transportada para o latim tardio, e passou a se referir às salas rituais encontradas embaixo dos edifícios da igreja. Também servia como cofre para guardar itens importantes e/ou sagrados.
A palavra "crypta", no entanto, também é a forma feminina de cripto "escondida". A origem mais antiga conhecida de ambos está no grego antigo κρύπτω, a primeira pessoa do singular indicativa do verbo "esconder, esconder".

## Desenvolvimento
Conhecido pela primeira vez no início do período cristão, em particular no norte da África em Chlef e Djemila na Argélia, e Bizâncio em Saint John Studio em Constantinopla, onde igrejas cristãs foram construídas sobre mitreias, o mitreu foi muitas vezes adaptado para servir como uma cripta.
A famosa cripta da Antiga Basílica de São Pedro, em Roma, desenvolveu-se por volta do ano 600, como forma de proporcionar aos peregrinos uma visão do túmulo de São Pedro, que ficava de acordo com a moda romana, logo abaixo do altar-mor. O túmulo foi tornado acessível através de uma passagem subterrânea sob o santuário, de onde os peregrinos podiam entrar por uma escada, passar pelo túmulo e sair sem interromper o serviço da comunidade clerical no altar diretamente acima.

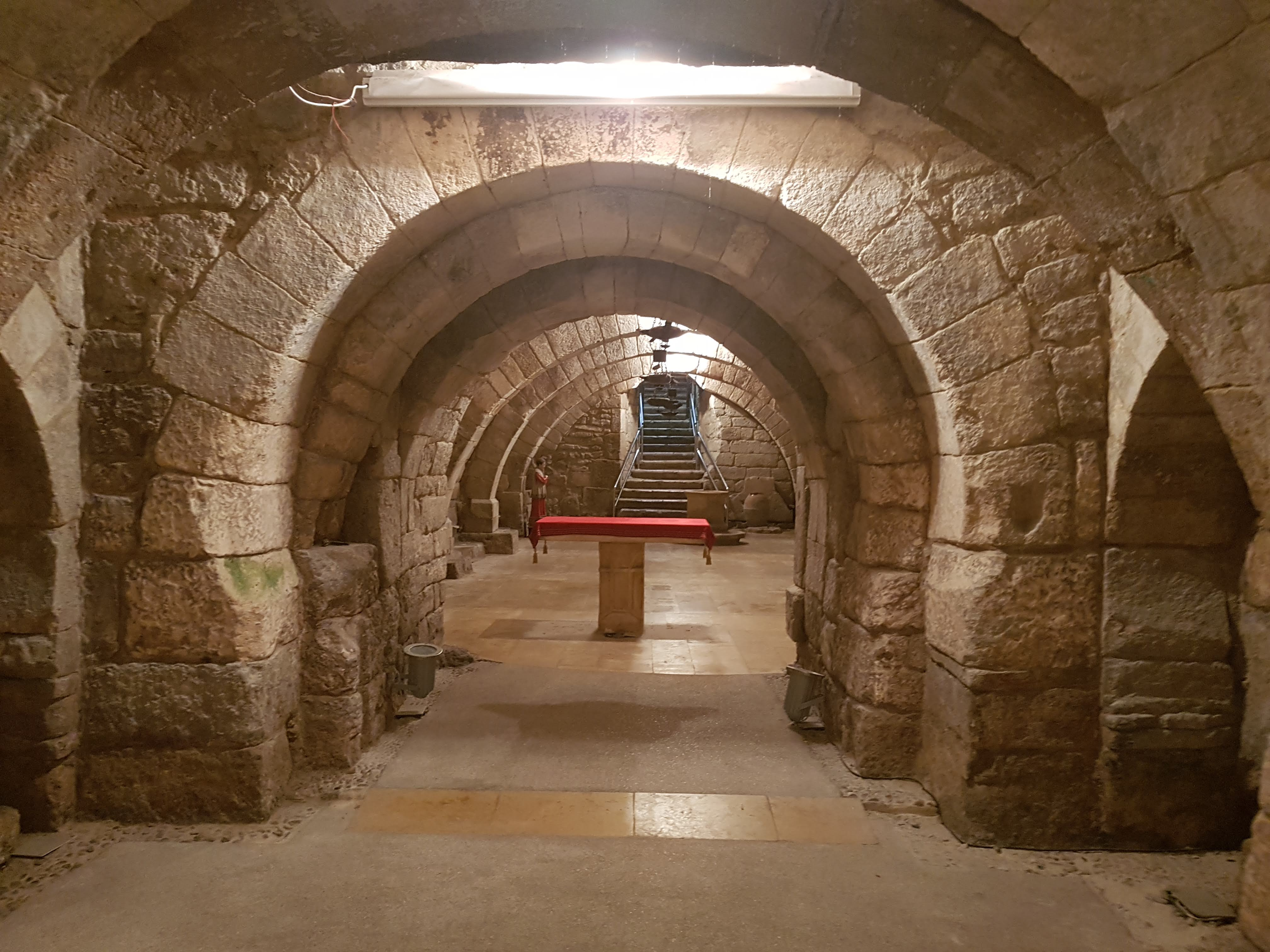
Cripta visigótica da Catedral de Saint Antoninus Palencia (Espanha)

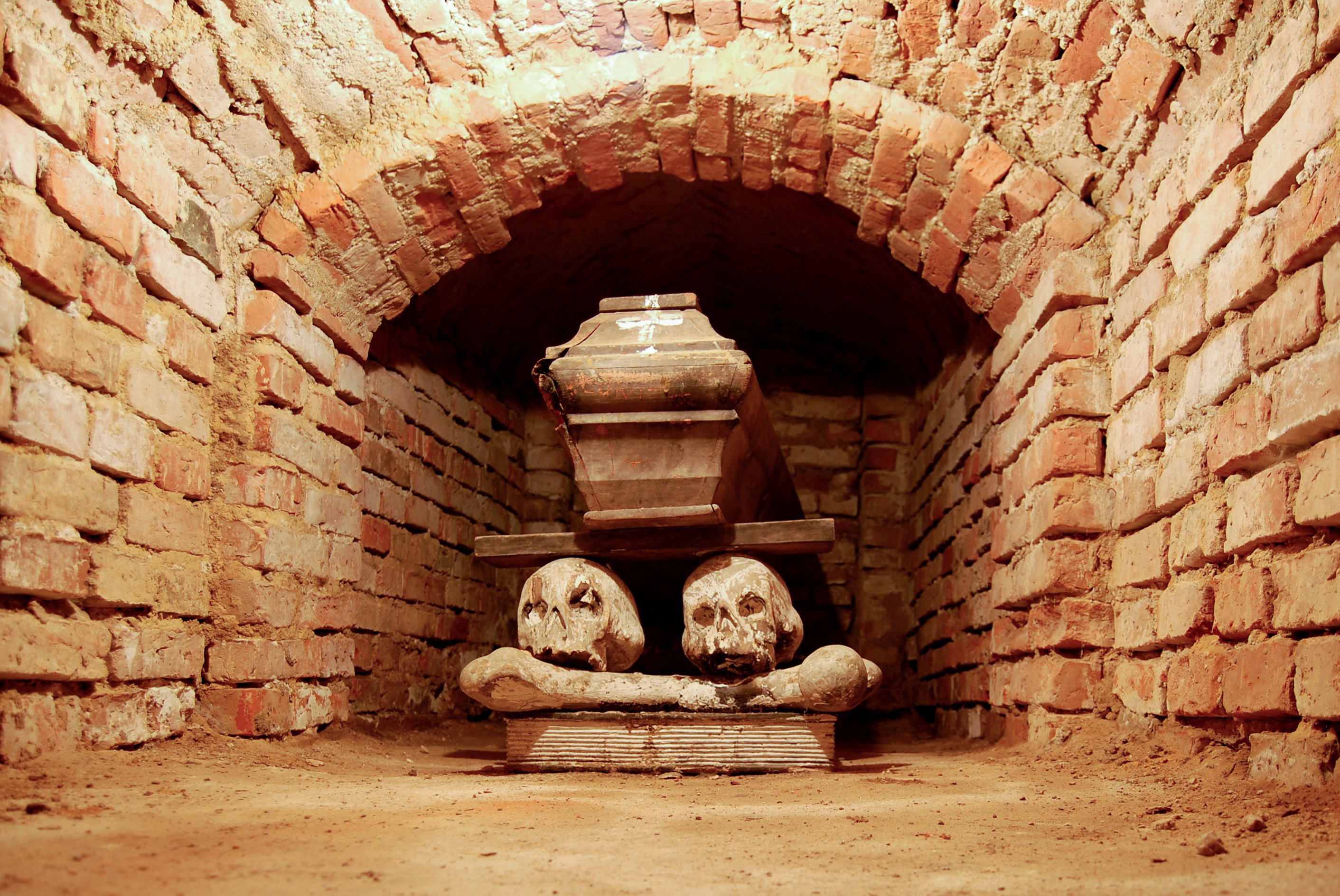
Uma cripta em Wola Gułowska, província de Lublin, Polônia

A cripta visigótica (a Cripta de San Antolín) na Catedral de Palência (Espanha), foi construída durante o reinado de Wamba para preservar os restos mortais do mártir Santo Antonino de Pamiers, um nobre visigótico-gaulês trazido de Narbona para a Hispânia visigótica em 672 ou 673 pelo próprio Wamba. Estes são os únicos vestígios da catedral visigótica de Palencia.
As criptas foram introduzidas na construção da igreja franca em meados do século 8, como uma característica de sua romanização. Sua popularidade então se espalhou mais amplamente na Europa Ocidental sob Carlos Magno. Exemplos deste período são mais comuns no início do Ocidente medieval, por exemplo, na Borgonha em Dijon e Tournus.
Após o século 10, os primeiros requisitos medievais de uma cripta desapareceram, pois os oficiais da igreja permitiram que as relíquias fossem mantidas no nível principal da igreja. No período gótico, as criptas raramente eram construídas, no entanto, as abóbadas funerárias continuaram a ser construídas sob igrejas e referidas como criptas.

## Cofres funerários
Em termos mais modernos, uma cripta é na maioria das vezes uma abóbada funerária com câmara de pedra usada para armazenar os falecidos. Colocar um cadáver em uma cripta pode ser chamado de immurement, e é um método de disposição final, como uma alternativa para, por exemplo, a cremação. As criptas são geralmente encontradas em cemitérios e sob edifícios religiosos públicos, como igrejas ou catedrais, mas também são ocasionalmente encontradas sob mausoléus ou capelas em propriedades pessoais. Famílias ricas ou prestigiadas geralmente têm uma "cripta familiar" ou "cofre", no qual todos os membros da família são enterrados. Muitas famílias reais, por exemplo, têm vastas criptas contendo os corpos de dezenas de ex-membros da realeza. Em algumas localidades, uma cripta acima do solo é mais comumente chamada de mausoléu, que também se refere a qualquer edifício elaborado destinado a um local de sepultamento, para qualquer número de pessoas.
Houve uma tendência no século 19 de construir criptas em propriedades familiares de médio a grande porte, geralmente colocadas sutilmente na borda do terreno ou mais comumente incorporadas à adega. Após uma mudança de proprietário, estes são muitas vezes bloqueados e as escrituras da casa não permitem que esta área seja reurbanizada.

## Galeria

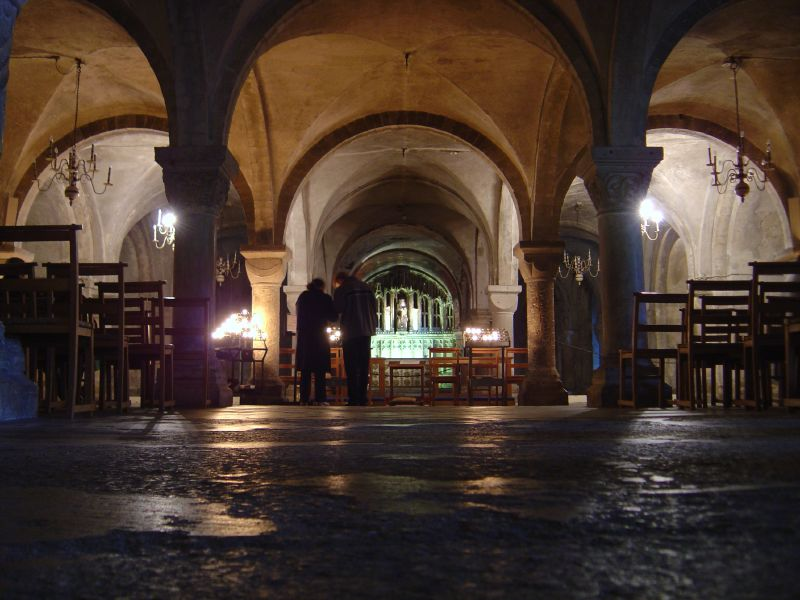
Cripta da Catedral de Cantuária, Inglaterra
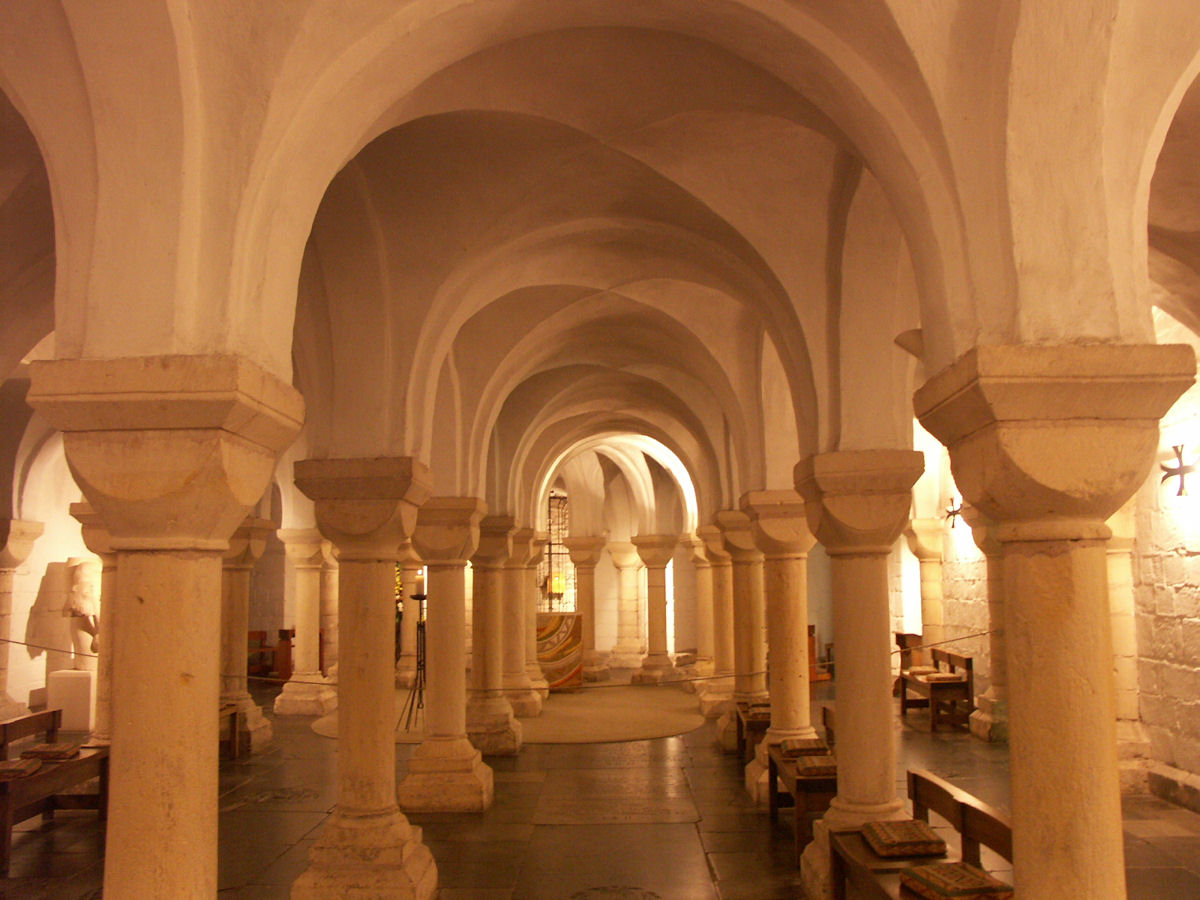
Cripta da Catedral de Worcester, Inglaterra
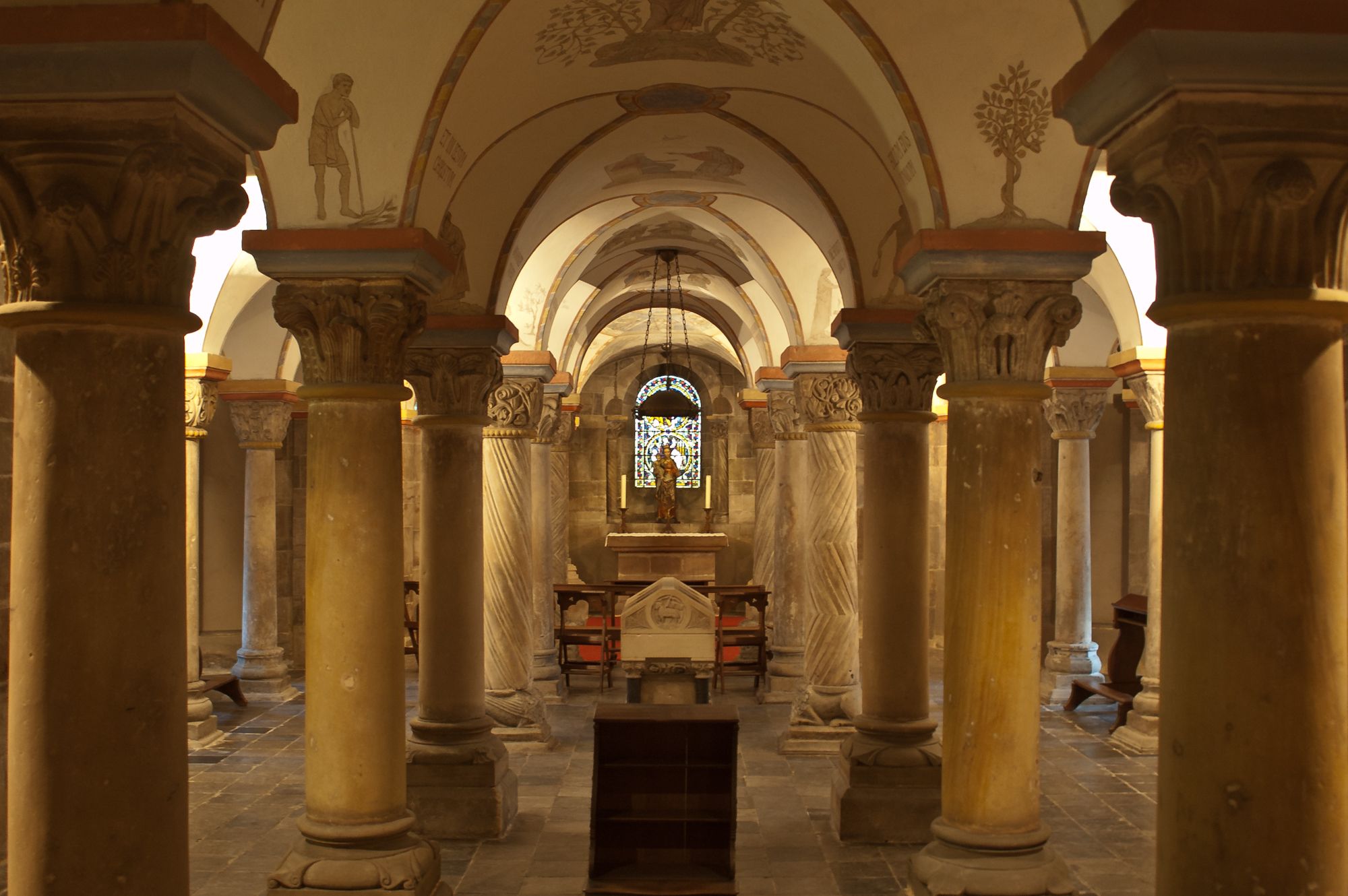
Cripta da Abadia de Rolduc, Kerkrade Países Baixos
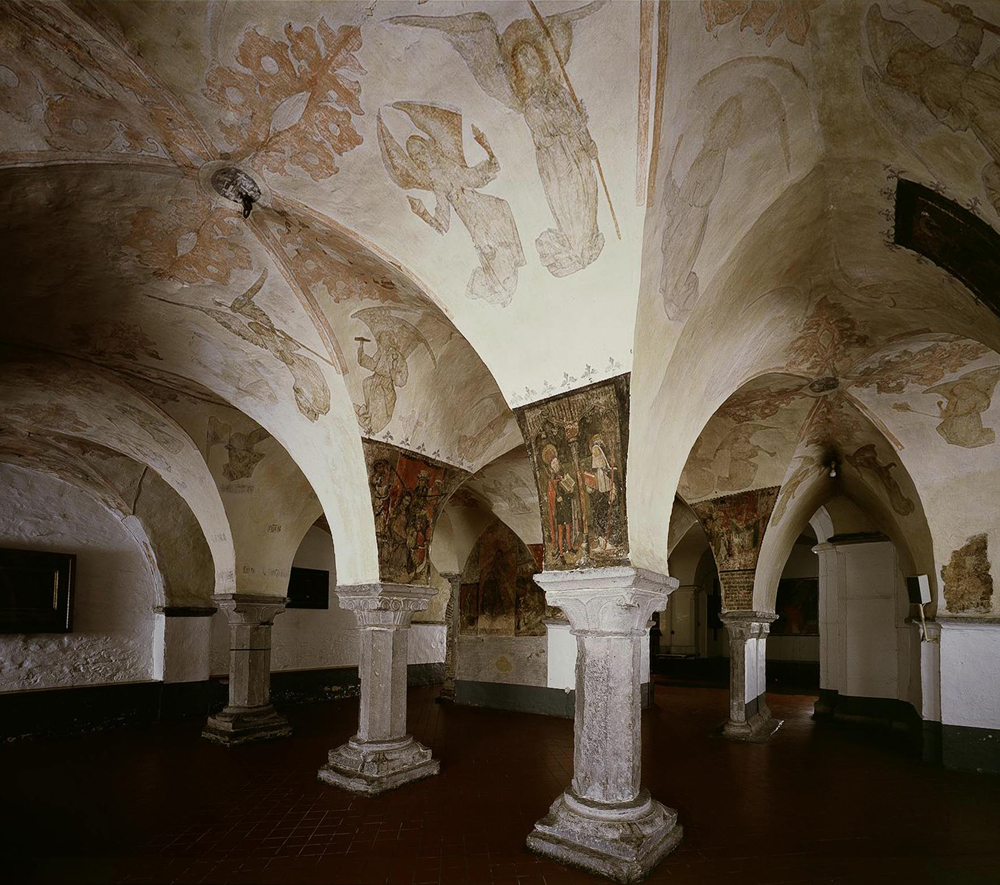
Cripta da Catedral de St Bavo, Ghent, Bélgica
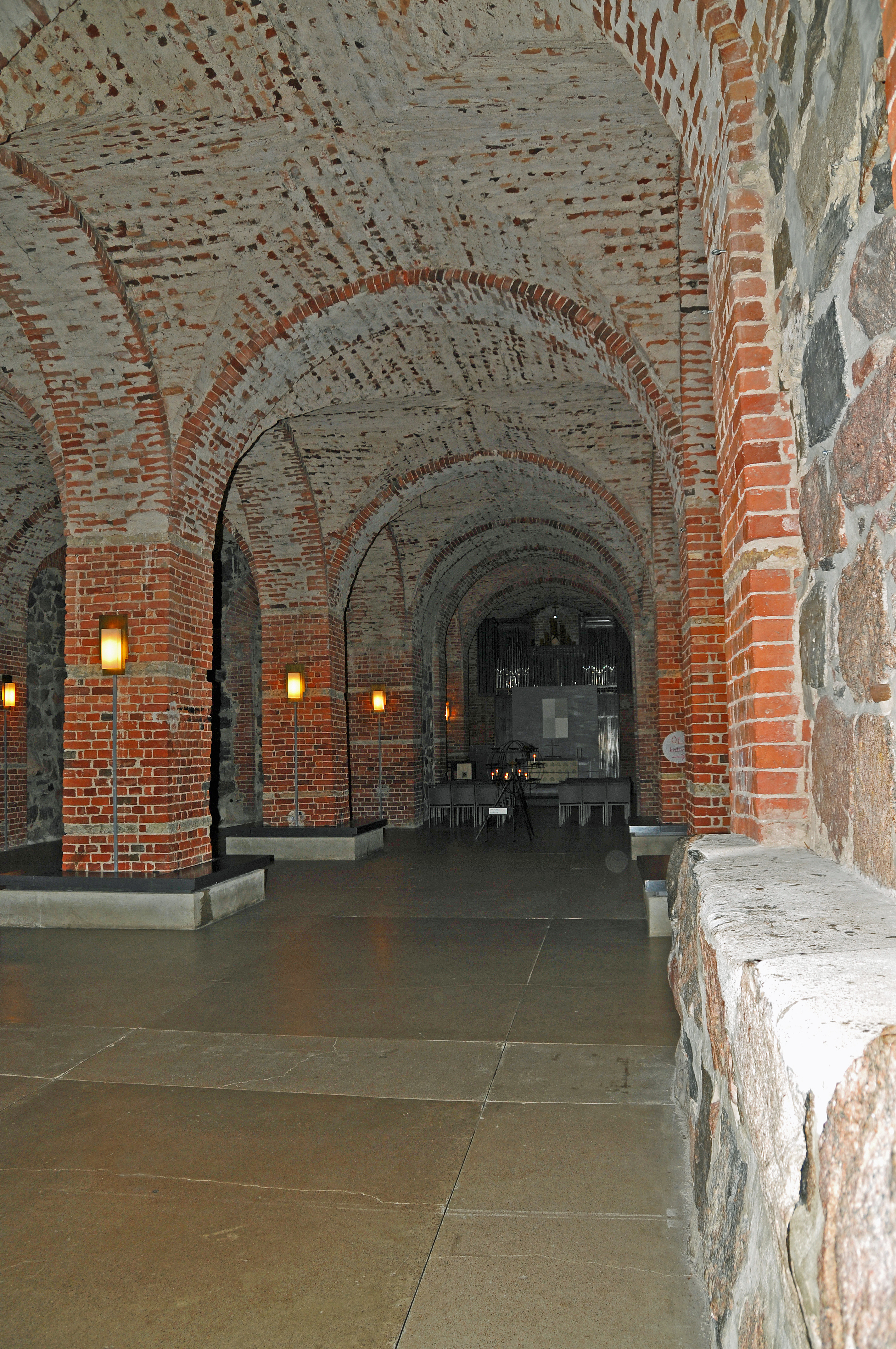
Cripta da Catedral de Helsinque, Finlândia
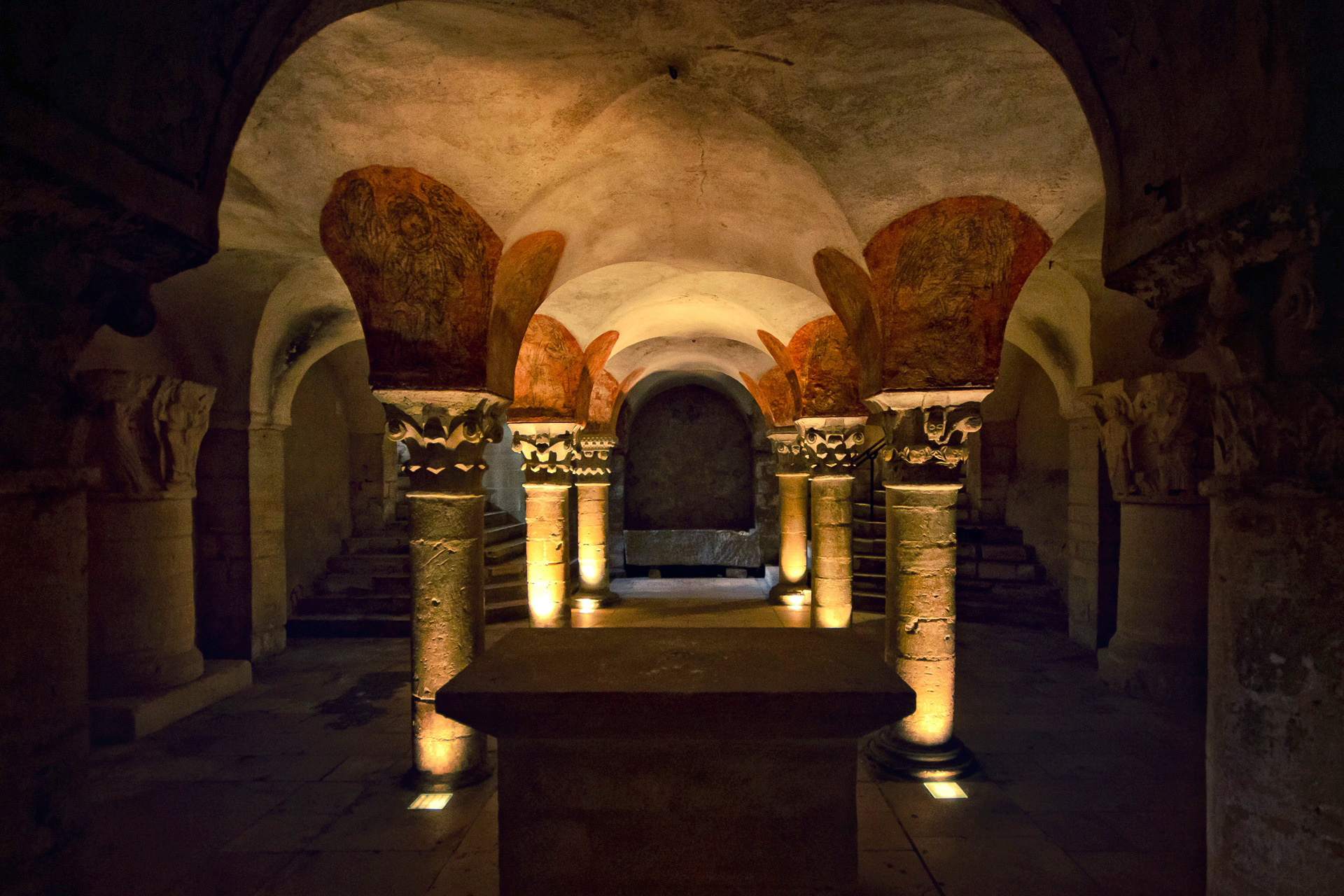
Cripta da Catedral de Bayeux, França
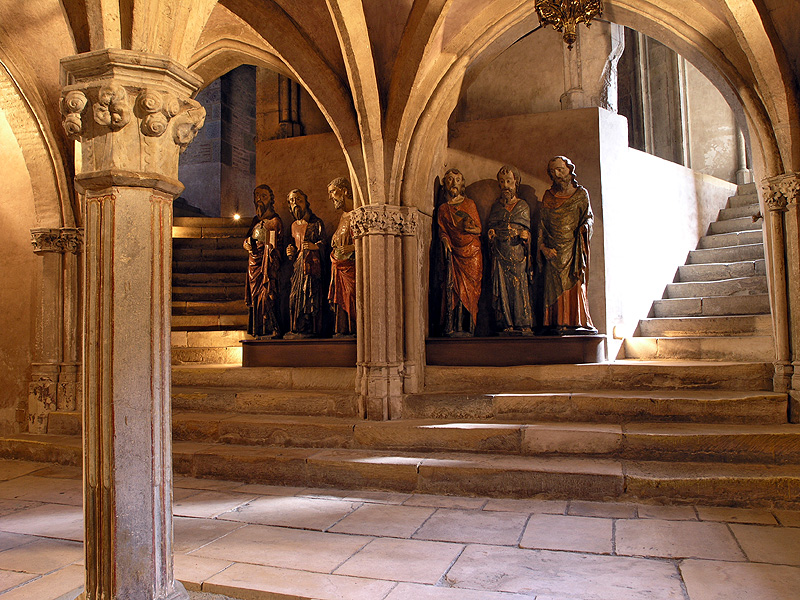
Cripta Basílica de Saint-Sernin Toulouse
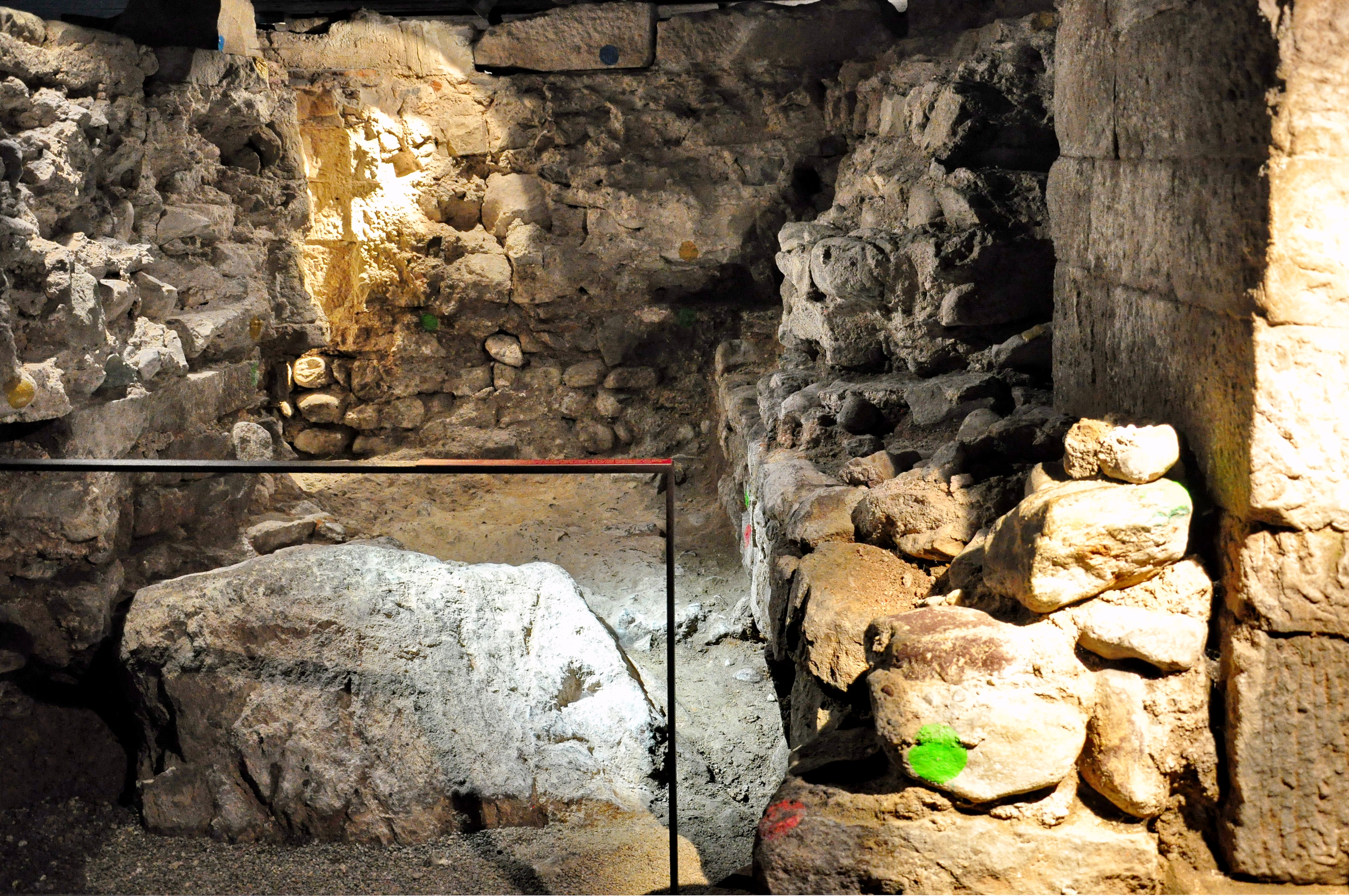
Wasserkirche, Zurique, com 'Pedra mártir' de Félix e Regula
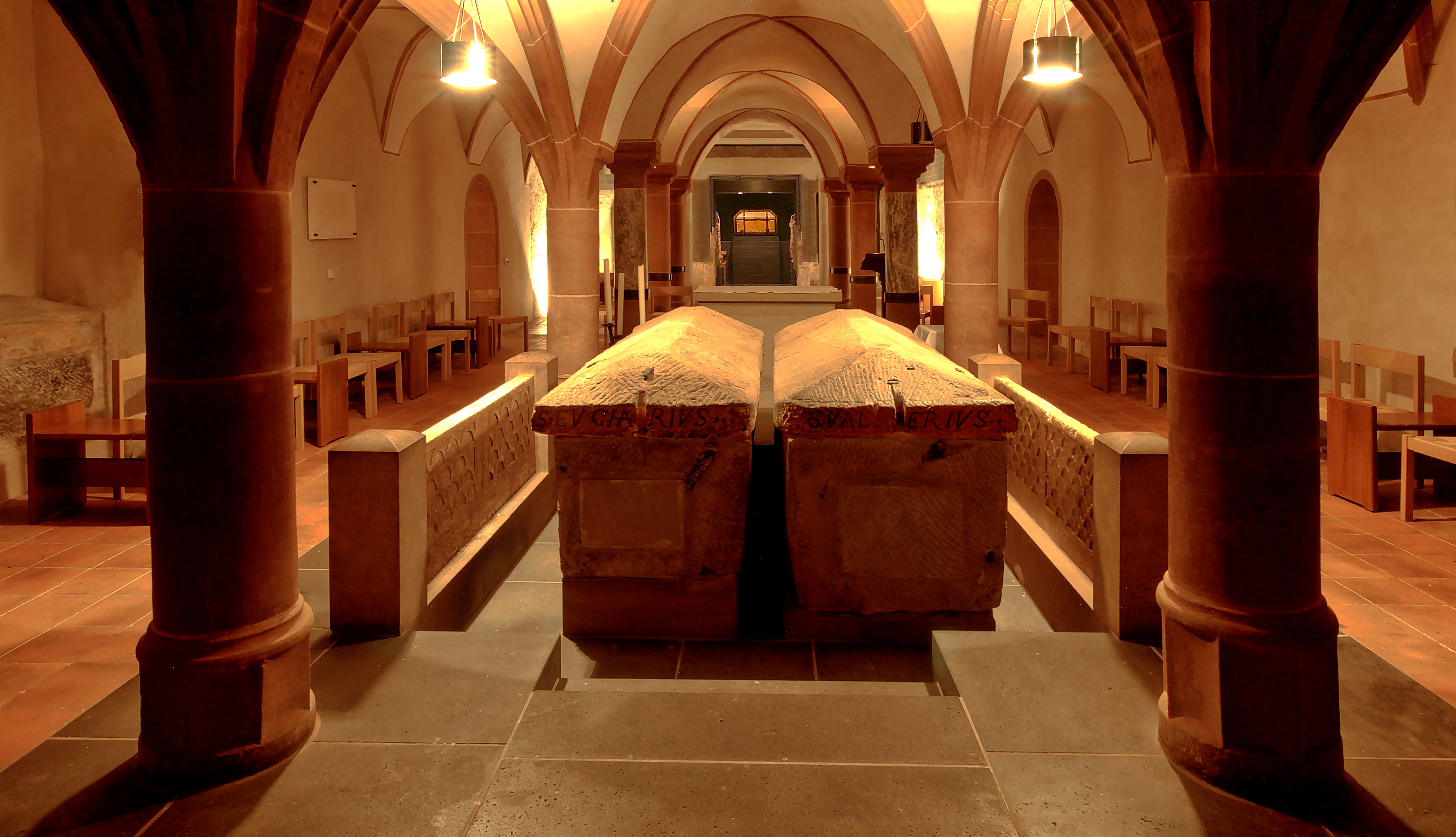
Abadia de São Matias, Trier, Alemanha
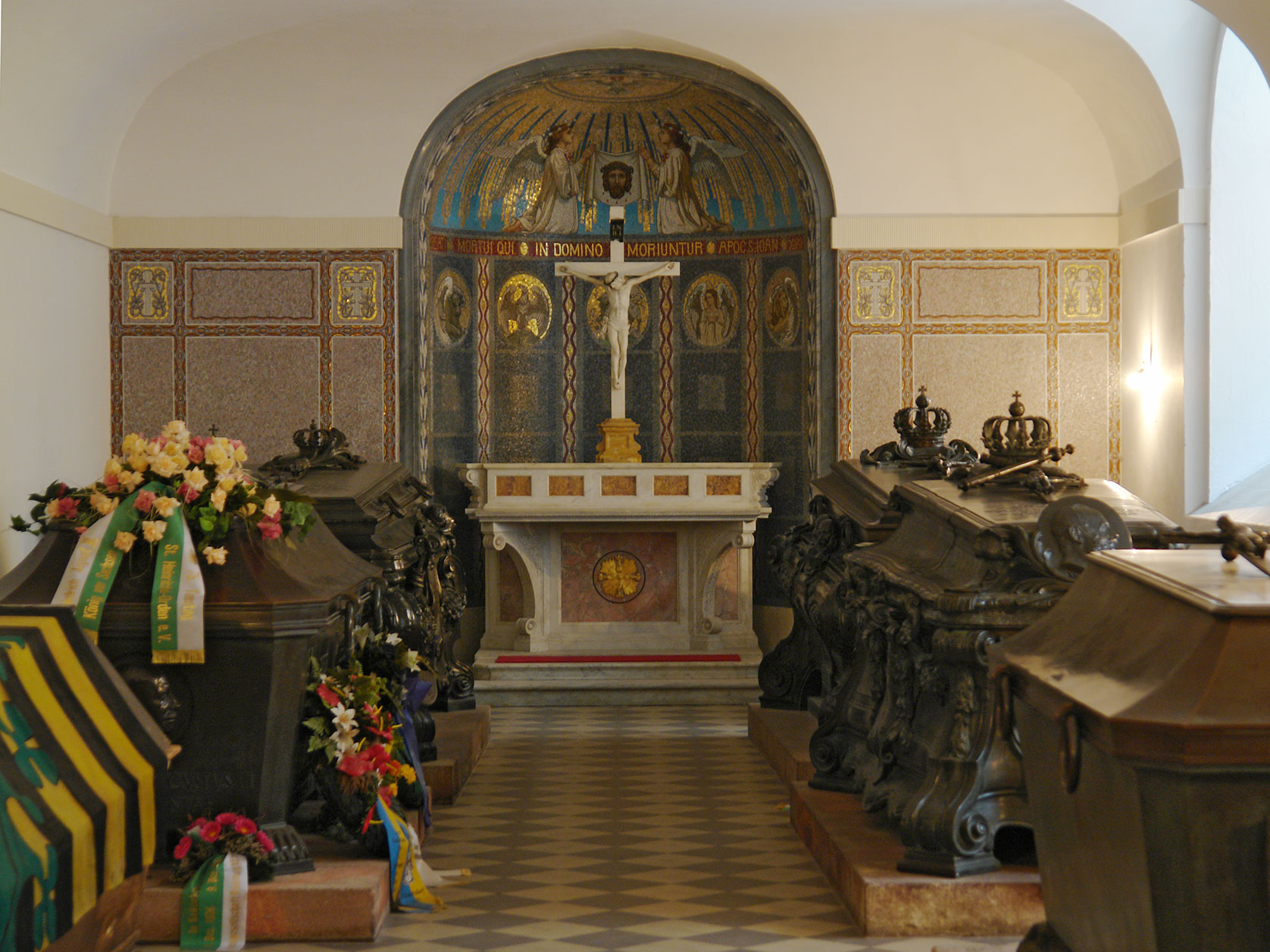
Cripta de Wettin em Katholische Hofkirche, Dresden
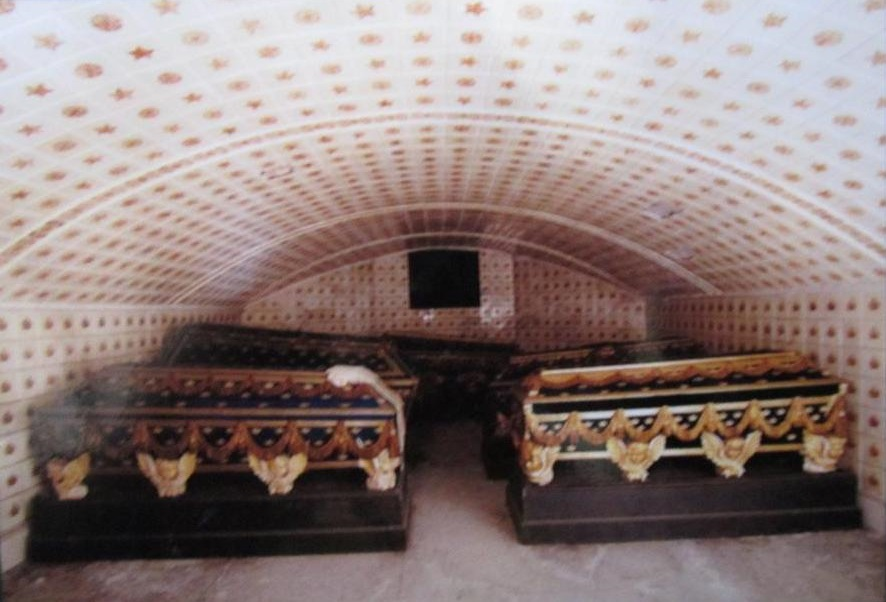
Cripta da dinastia real sueca (Bernadotte)
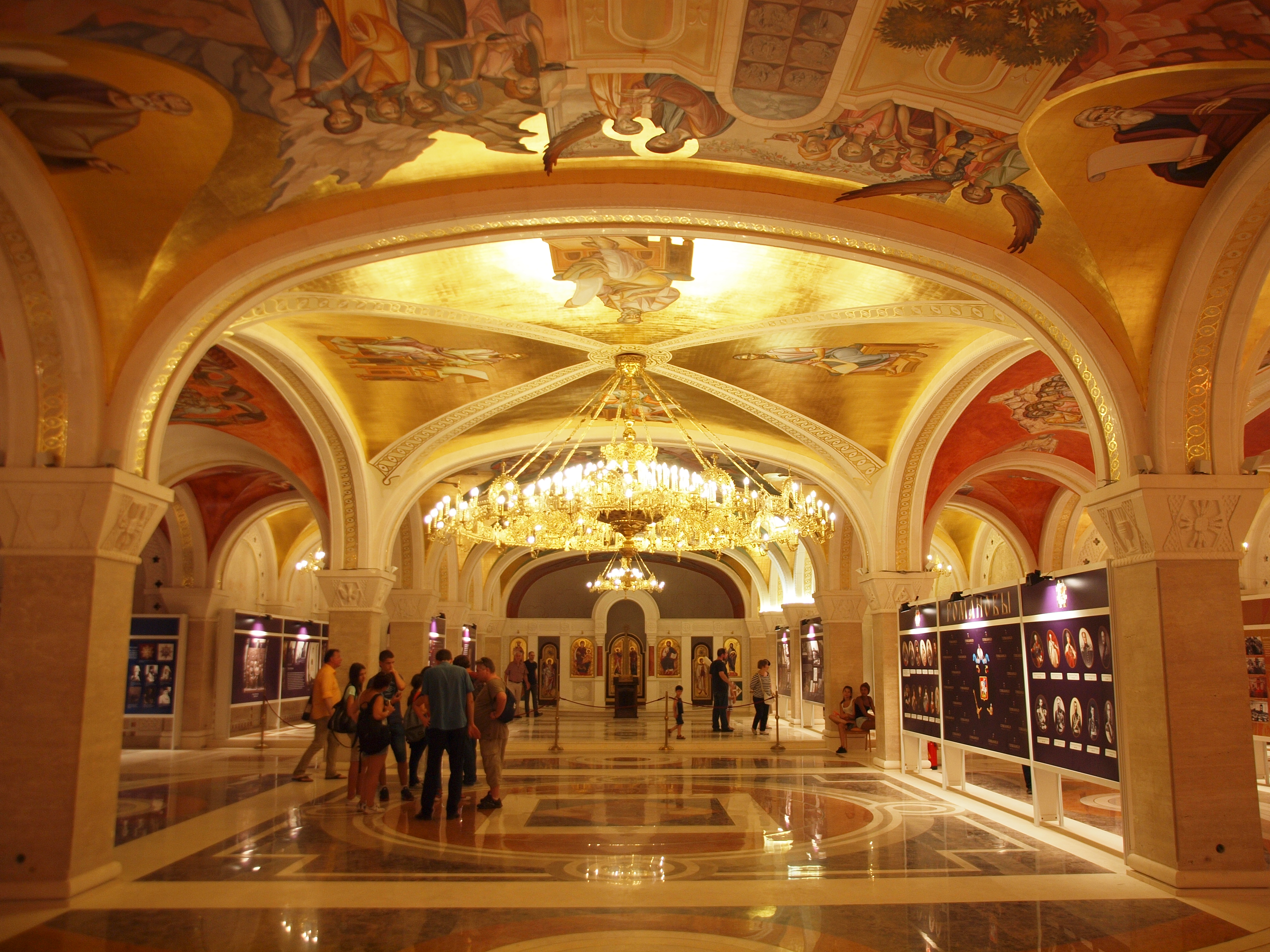
Cripta da Igreja de Saint Sava, Sérvia
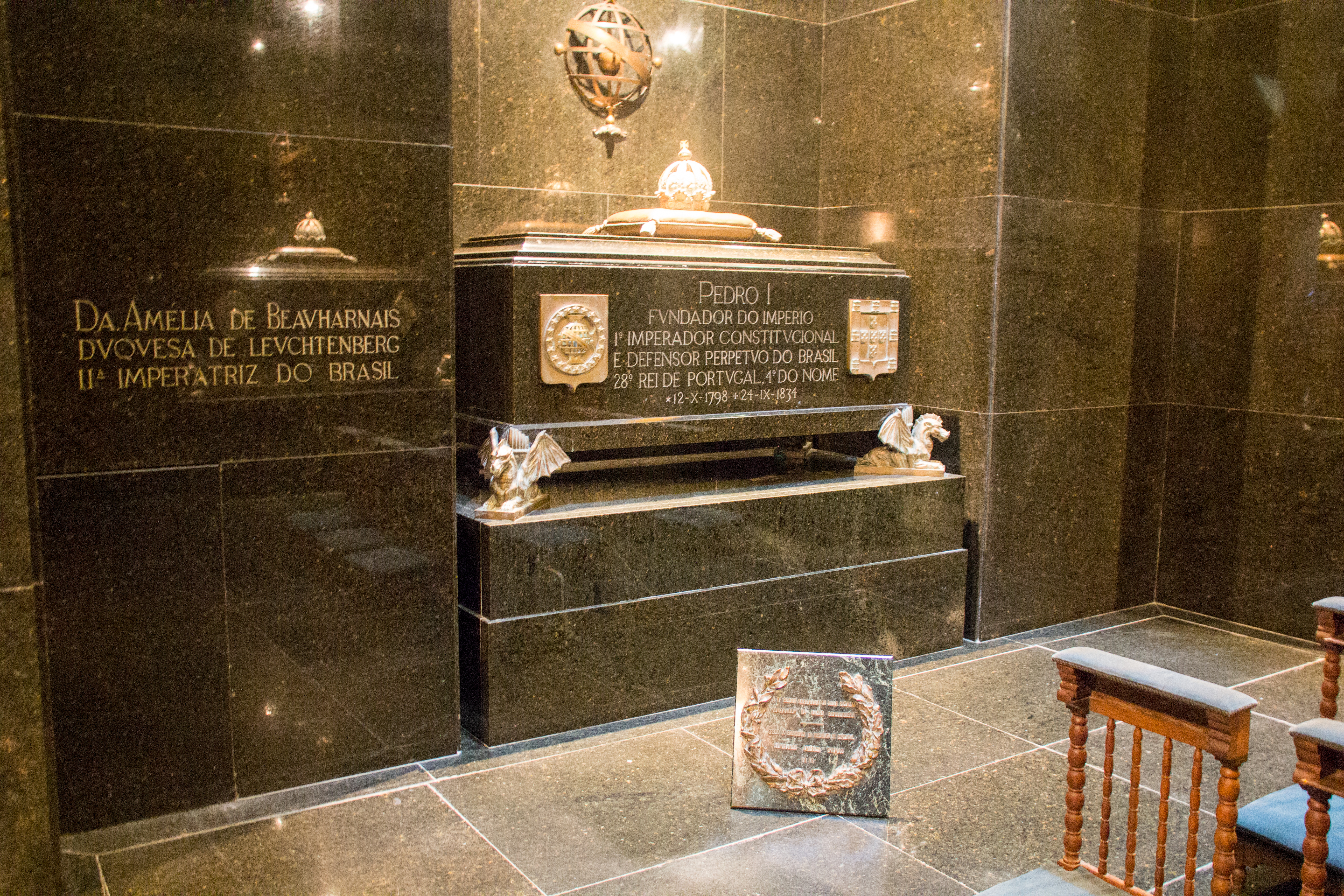
A Cripta Imperial e a Capela no Monumento à Independência do Brasil, São Paulo